# عبد النبي بن مهدي
عبد النبي بن علي بن مهدي بن محمد بن علي بن داود بن محمد بن عبد الله الرعيني الحميري من ولد القيل ذي رعين الأكبر، أصله من قرية العنبرة التي تقع على شواطئ البحر الأحمر، وهي قريبة من مدينة الخوخة من محافظة الحديدة. ثالث ملوك دولة بني مهدي في اليمن وآخرهم، وأطولهم مدة أبوه هو مؤسسة الدولة علي بن مهدي الحميري.

## حكمه
تولى حكم اليمن بعد وفاة أخيه مهدي بن علي سنة 558 هـ الموافق 1162م، وأقام دولته على أنقاض دولتين هما: الدولة النجاحية في مدينة زبيد، والدولة الصليحية في مدينة جبلة غربي مدينة إب، وسيطر على معظم المدن اليمنية، ما عدا مدينة عدن، فإن أمراء آل زريع هادنوه عليها بمال في كل عام، وواصل ما بدأه أخوه من توسيع رقعة دولته، فاتجه إلى أبين فأحرقها، وقتل عددًا كبيرًا من أهلها، سنة 559 هـ الموافق 1163م، وعاد إلى مدينة زبيد عاصمة مملكته، ثم تحرك باتجاه بلاد المخلاف السليماني، واستولى عليها سنة 561 هـ الموافق 1165م، وقتل من سكانه عددًا كبيرًا باتفاق المؤرخين، ومن جملة القتلى الأمير وهاس بن غانم بن يحيى بن حمزة السليماني، وأخذ أمواله وسبى نساءه وذريته.
كان الأمير قاسم بن غانم أخو وهاس قد نجا من القتل، وفر إلى بغداد مستنصرًا الخليفة العباسي، فكتب الخليفة إلى الملك صلاح الدين يوسف بن أيوب في مصر، الذي أمر بدوره أخاه الملك توران شاه، بالتحرك إلى اليمن، والقضاء على صاحب اليمن، الذي ظل يواصل استيلاءه على المدن والقلاع والحصون في طريقه إلى مدينة عدن ومحاصرتها، فاستنجد أميرها السلطان حاتم بن علي بن سبأ الزريعي الإسماعيلي الباطني بأمير مدينة صنعاء السلطان علي بن حاتم اليامي الهمداني، فلباه السلطان علي بن حاتم، واستعد بجيش كبير من قبائل همدان وسنحان وبني شهاب ونهد وعدد من قبائل عنس، وتحرك باتجاه مدينة تعز، والتقى الطرفان في منطقة عقبة إب، ووقعت معركة حامية، انهزم فيها صاحب ابن مهدي، وفر إلى مدينة تعز، وتحصن فيها مدة، ثم انهزم في منطقة عُدَينة، وفر باتجاه مدينة زبيد، وما هي إلا أيام حتى كان الملك الأيوبي (توران شاه) على أبوابها، فقبض عليه، وعلى إخوته، في شهر شوال 569 هـ الموافق 1173م، ثم أمر بإعدامهم شنقًا. كان ابن المهدي يقول الشعر،  ومن ذلك قوله في قصيدته المشهورة بالمسمّطة، والتي قالها ارتجالاً بعد قتل الأمير وهاس بن غانم السليماني:

## مقتله
قيل في سبب استيلاء الأيوبيين على اليمن وقتل ابن المهدي عدة أقوال منها: أن صلاح الدين أشار إلى شيء من فساد معتقد عبد النبي في الرسالة التي وجهها إلى الخليفة العباسي المستضيء بأمر الله، ويوضح فيها دواعي فتح اليمن، فقال: «وكان باليمن ما علم من ابن مهدي الضلال، وله آثار في الإسلام، وكان ببدعة دعا إلى قبر أبيه وسماه الكعبة، وأخذ أموال الرعايا... وأحلّ الفروج المحرمة، فأنهضنا إليه أخانا بعسكر، بعد أن تكلفنا له بنفقات واسعة وأسلحة رائعة... والكلمة هناك بمشيئة الله إلى الهند سارية». ويذكر بعض المؤرخين أن الشاعر عُمارة اليمني أغرى توران شاه، شقيق صلاح الدين وكان ممّن يجالسه بالذهاب إلى اليمن، وكان يتحدث له عن حُسنها وخيراتها، ليتخلص من قوة صلاح الدين الموجودة في مصر، ليسهل تنفيذ ما كان يخطط له، هو وجماعة من أنصار الفاطميين بالانقلاب على صلاح الدين، وهو نفس ما سعى إليه مؤتمن الخلافة جوهر، حيث كاتب الصليبيين لغزو مصر، وكانت خطته تقضي بأن يخرج صلاح الدين لملاقاتهم، وحينها ينقض الجيش الفاطمي على صلاح الدين وقواته من الخلف، فيصبحوا بين فكي كمّاشة، فيسهل القضاء عليهم، لكن صلاح الدين كشف هذه المؤامرة.
وجه صلاح الدين سريّة لمقاتلة عبد النبي، على رأسها أخوه الأكبر شمس الدولة توران شاه، وكان شجاعًا مهيبًا، فخرج في رجب من سنة 569 هـ، فورد مكة فاعتمر، ثم سار منها إلى زبيد، فلما قرب منها رأى أهلها قلة عدد جيشه، فقال لهم عبد النبي: كأنكم بهؤلاء وقد حمي عليهم الحر فهلكوا. فخرج إليه عبد النبي فهزمه توران شاه، وأسره وأسر زوجته، وأمر بنهب زبيد، ثم توجه إلى عدن وهزم ملِكها، وأخذ البلد بيسير من الحصار، ومنع الجيش من نهبها، وقال: ما جئنا لنخرب البلاد، وإنما جئنا لعمارتها وملكها. ثم تسلم بقية الحصون والمعاقل، وخطب للخليفة العباسي المستضيء، وقتل عبد النبي وكتب بذلك إلى أخيه صلاح الدين يخبره بما فتح الله عليه، وأحسن إليه، فكتب الملك صلاح الدين بذلك إلى نور الدين، فأرسل نور الدين زنكي بذلك إلى الخليفة يبشره بفتح اليمن والخطبة بها له.

## عقيدته
كان حنفي الفروع، خارجي الأصول، يُكفِّر بالمعاصي، ويوجب القتل فيمن يخالفه اعتقاده، ويستبيح نساءهم وذراريهم، ويقتل من يسمع الغناء والمتأخر عن صلاة الجمعة، ويومي موعظته الإثنين والخميس، ويقتل المنهزم من جنوده، وقيل: إنه لم يكن يثق بأحد ممن حوله، حتى يذبح ولده، أو أباه أو أخاه. كان اعتقاد أصحابه فيه فوق ما يعتقده الناس في الأنبياء، فإذا غضب على رجلٍ من أكابرهم وأعيانهم حبس الواحد منهم نفسه تحت وطأة الشمس، وأعلن إضرابه عن الطعام، والشراب، والنوم، وقاطع أهله، فلا يستطيع أحدٌ أن يشفع فيه حتى يرضى عنه ابن مهدي فيعود إلى سيرته الأولى. كان يكسو رعيته كل عام، ولم يكن يصرف خيلاً، أو سلاحًا أو عدة لجنوده، إلا أثناء الاستعداد للمعارك فقط. قال المقدسي صرامة هذا النظام: «يقال أنه حصل في خزائن ابن مهدي ملك خمس وعشرين دولة من الكنوز والمصاغ، والذهب والجوهر، والياقوت، والدرر، والحبوب، والذخائر، وضم إلى خزانته أموال الحبشة ووزرائها يقصد النجاحيين ومماليكهم في زبيد، وأموال فاتك بن جياش وعبيده، وأموال بني سليمان الشرفاء (يقصد ولاة المخلاف السليماني) وأموال السلاطين بني وائل (أصحاب بلدة وحاظة في ناحية حبيش من محافظة إب) ومعاقل بني الصليحي، وذخائر الملكة أروى، ومدينة الجَند، وأعمالها».
لم تكن سيرة عبد النبي تختلف عن سيرة أبيه وأخيه، فإنه دعا إلى نفسه وتسمى بالإمام، وزعم أنه سيملك الأرض كلها، وبنى على قبر أبيه قبةً عظيمة وزخرفها، وعمل أستار الحرير عليها وقناديل الذهب، وأمر الناس بالحج إليها، وأن يحمل كل أحد إليها مالا، ولم يدع أحد زيارتها إلا وقتله، ومنعهم من حج بيت اللَّه.